# Municipio de Meigs (condado de Muskingum)
El municipio de Meigs (en inglés: Meigs Township) es un municipio ubicado en el condado de Muskingum en el estado estadounidense de Ohio. En el año 2010 tenía una población de 180 habitantes y una densidad poblacional de 1,85 personas por km².

## Geografía
El municipio de Meigs se encuentra ubicado en las coordenadas 39°48′21″N 81°44′51″O / 39.80583, -81.74750. Según la Oficina del Censo de los Estados Unidos, el municipio tiene una superficie total de 97.07 km², de la cual 95,77 km² corresponden a tierra firme y (1,33 %) 1,29 km² es agua.

## Demografía
Según el censo de 2010, había 180 personas residiendo en el municipio de Meigs. La densidad de población era de 1,85 hab./km². De los 180 habitantes, el municipio de Meigs estaba compuesto por el 99,44 % blancos, el 0,56 % eran afroamericanos. Del total de la población el 0 % eran hispanos o latinos de cualquier raza.